# Damalis immerita
Damalis immerita är en tvåvingeart som beskrevs av Osten Sacken 1882. Damalis immerita ingår i släktet Damalis och familjen rovflugor. Inga underarter finns listade i Catalogue of Life.